# دانيال لافتري
دانيال لافتري (بالإنجليزية: Daniel Lafferty)‏ هو لاعب كرة قدم بريطاني في مركزي الدفاع، ولد في 1 أبريل 1989 في ديري في أيرلندا الشمالية. شارك مع منتخب أيرلندا الشمالية تحت 17 سنة لكرة القدم ومنتخب أيرلندا الشمالية تحت 19 سنة لكرة القدم ومنتخب أيرلندا الشمالية تحت 21 سنة لكرة القدم ومنتخب أيرلندا الشمالية لكرة القدم. أما مع النوادي، فقد لعب مع أولدهام أثلتيك وديري سيتي ونادي آير يونايتد ونادي بيرنلي ونادي روذرهام يونايتد ونادي سلتيك.

## وصلات خارجية
- دانيال لافتري على موقع الاتحاد الدولي (مؤرشف)  (الإنجليزية)
- دانيال لافتري على موقع الاتحاد الأوربي (الإنجليزية)
- دانيال لافتري على موقع قاعدة بيانات كرة القدم.إي يو (الإنجليزية)
- دانيال لافتري على موقع ناشيونال فوتبول تيمز (الإنجليزية)
- دانيال لافتري على موقع Soccerbase.com (لاعب) (الإنجليزية)
- دانيال لافتري على موقع Soccerway.com (الإنجليزية)
- دانيال لافتري على موقع عالم كرة القدم.نت (الإنجليزية)
- دانيال لافتري على موقع AS.com (الإسبانية)